# Sunset-Sunside
 (janvier 2024).
Si vous disposez d'ouvrages ou d'articles de référence ou si vous connaissez des sites web de qualité traitant du thème abordé ici, merci de compléter l'article en donnant les références utiles à sa vérifiabilité et en les liant à la section « Notes et références ».
Le Sunset/Sunside est l'un des principaux clubs de jazz de Paris. Fondé en 1983, il est le premier rue des Lombards, ouvrant ainsi la voie à d'autres clubs comme le Duc des Lombards et le Baiser salé. Depuis 2003, il comporte deux salles, le restaurant du rez-de-chaussée étant devenu le Sunside. 
Le club accueille régulièrement de grands musiciens de la scène parisienne et internationale : s'y sont produits Jerry Bergonzi, Paco Séry, Ravi Coltrane, Christian Vander, Steve Lacy, Didier Lockwood, Dave Liebman, Stefano Di Battista,  Sebastien Llado, Giovanni Mirabassi et Flavio Boltro, Mark Turner, Aldo Romano, Alain Jean-Marie, Franck Amsallem, Bjorn Berge, René Urtreger, David Marcos, Dexter Goldberg...
Il y accueille des expositions temporaires d'artistes photographes.
Depuis 2001, il organise les Trophées du Sunside.
Sort aussi des CD de Anne Ducros Étienne Mbappé Jean-Jacques Milteau Rhoda Scott.
L'adresse du club est le titre d'une des compositions les plus populaires d'UZEB, issue de l’album “Between The Lines” (1985).